# Valle della Marna
Il dipartimento della Valle della Marna (Val-de-Marne) è un dipartimento francese della regione dell'Île-de-France.

## Geografia fisica

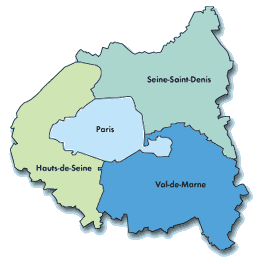
Parigi e la "piccola corona" formata da 3 dipartimenti. A sud-est (azzurro scuro) quello della Valle della Marna

Il territorio del dipartimento confina con i dipartimenti della Senna-Saint-Denis a nord-est, di Senna e Marna (Seine-et-Marne) a est, dell'Essonne a sud, degli Hauts-de-Seine a ovest e di Parigi a nord-ovest.
Il dipartimento è stato creato il 1º gennaio 1968, grazie all'applicazione della legge del 10 luglio 1964 che prevedeva la suddivisione degli antichi dipartimenti della Senna e di Seine-et-Oise. L'economia e l'urbanizzazione del dipartimento dipendono fortemente dalla vicinanza con Parigi verso la quale si muovono per lavoro molti residenti nel dipartimento.

## Società

### Evoluzione demografica

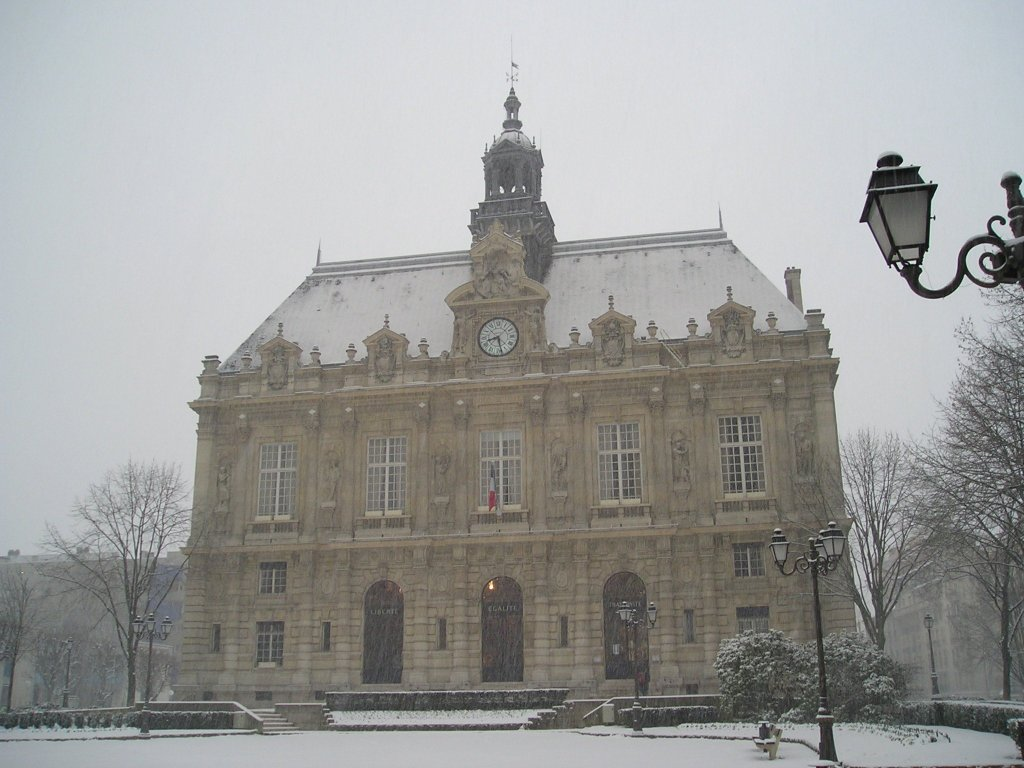
Municipio di Ivry-sur-Seine.

Il dipartimento della Valle della Marna conta 47 comuni per una popolazione totale stimata nel gennaio 2005 in 1 279 000 abitanti. Nel 2004 il 26,0% della popolazione aveva meno di venti anni; il 56,9% tra 20 e 59 anni; il 17,1% più di 60 anni. 54 963 cittadini stranieri provenienti da Paesi dell'Unione europea e 89 951 extracomunitari, per un totale di 11,8% di popolazione straniera (1999).
I comuni più popolosi del dipartimento, secondo una stima del gennaio 2005 sono:

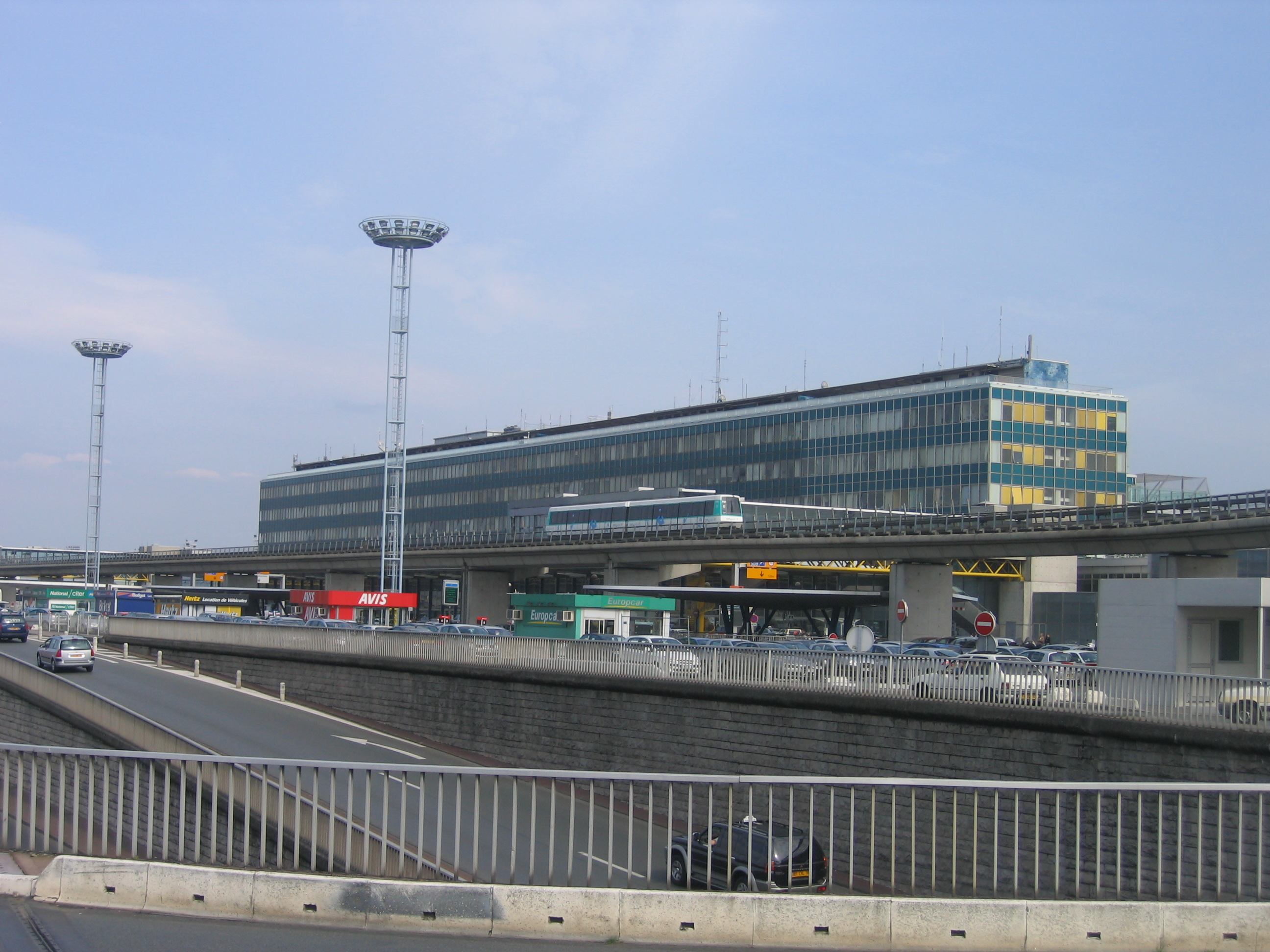
La metropolitana leggera che raggiunge Orly sud, un terminal dell'aeroporto internazionale di Orly.

| - Créteil 88 400 - Vitry-sur-Seine 82 100 - Saint-Maur-des-Fossés 75 400 - Champigny-sur-Marne 75 200 - Ivry-sur-Seine 55 900 |  | - Maisons-Alfort 53 900 - Fontenay-sous-Bois 51 100 - Villejuif 48 800 - Vincennes 46 400 |